# Gladiator Challenge
Gladiator Challenge（グラディエーター・チャレンジ）は、アメリカ合衆国の総合格闘技団体。1999年に「King of the Cage」共同設立者で元総合格闘家のテッド・ウィリアムスが創設。試合場にケージを使用し、NJSACB制定の共通ルールに準拠。2001年9月に王座の認定を開始し、2004年4月にはネイティブアメリカン王座の認定を開始。2005年12月11日に開催した「Gladiator Challenge 46」でKOTC世界タイトルマッチを行う。略称、GC。

## 階級
以下の階級が体重別に設定されている。
| 階級名称         | 体重                        |
| ---------------- | --------------------------- |
| スーパーヘビー級 | 120.2kgから無制限（+265lb） |
| ヘビー級         | 120.2kg以下（-265lb）       |
| ライトヘビー級   | 93.0kg以下（-205lb）        |
| ミドル級         | 83.9kg以下（-185lb）        |
| ウェルター級     | 77.1kg以下（-170lb）        |
| ライト級         | 70.3kg以下（-155lb）        |
| フェザー級       | 65.8kg以下（-145lb）        |
| バンタム級       | 61.2kg以下（-135lb）        |
| フライ級         | 56.7kg以下（-125lb）        |

## 認定王者
スーパーヘビー級からフライ級までの王座を認定。
- アンソニー・ドゥー
- ウィリー・ゲイツ
- エドウィン・デューウィーズ
- クリス・リーベン
- コーディ・ボリンジャー
- サード・アワッド
- ジェームス・アーヴィン
- ジェームス・ウィルクス
- ジェームス・リー
- ジェイソン・ランバート
- ジョー・スティーブンソン
- ジョナサン・ウィルソン
- スコット・スミス
- タイソン・グリフィン
- タチアナ・スアレス
- ダレル・モンタギュー
- チェール・ソネン
- チェイス・ゴームリー
- デイビッド・ガードナー
- デヴィッド・ヴェラスケス
- トラヴィス・ブラウン
- ニック・アートル
- ハビエル・バスケス
- フェルナンド・ゴンザレス
- マック・ダンジグ
- マルセロ・マフラ
- ユライア・フェイバー
- ルーベン・ビシャレアル
- ロビー・ペラルタ